# The Exhibitionists
The Exhibitionists è un film del 2012 diretto da Michael Melamedoff, presentato all'Arizona Underground Film Festival il 22 settembre, dove ha vinto il premio Best of Fest. Il DVD è uscito il 23 aprile 2013.

## Trama
Il regista Walter Todd riunisce i suoi amici più intimi per una festa di fine anno, durante la quale, tramite la sua telecamera, mette a nudo i loro segreti più oscuri e le loro perversioni.

## Riconoscimenti
- 2012 - Arizona Underground Film Festival
  - Best of Fest